# السرايات (مسلسل)
السرايات، مسلسل كويتي شارك به الكثير من الفنانين الممثلين الكبار والصغار ويعتبر من المسلسلات الجيدة التي عرضت على الشاشة الخلجية.